# Viggo Jensen (haltérophilie)
Pour les articles homonymes, voir Viggo Jensen.
Alexander Viggo Jensen, né le 22 juin 1874 et décédé le 2 novembre 1930, a été un haltérophile danois, également tireur, gymnaste et athlète, champion olympique lors des Jeux olympiques d'été de 1896 à Athènes.

## Biographie
La première épreuve d'haltérophilie des Jeux olympiques d'Athènes est le poids lourd - à deux bras, dans un style à ce jour connu comme l'épaulé-jeté. Jensen et Launceston Elliot du Royaume-Uni de Grande-Bretagne et d'Irlande terminent la compétition à égalité avec 110 kilogrammes. Aucun poids supplémentaire n'est disponible sur le plateau. Les juges décident pour départager les deux concurrents que Jensen a réalisé la performance avec plus d'aisance qu'Elliot. La délégation britannique proteste, et des essais supplémentaires sont accordés pour les départager. Rien ne change, Jensen est premier, mais il a endommagé son épaule lors des nouvelles tentatives auxquelles le public n'assiste pas : convaincu comme les juges que Jensen mérite sa victoire, il quitte le site avant les palabres britanniques au cours desquels Elliot alla contester la technique de Jensen. Sans résultat sur les juges.
La blessure gêne Jensen pour le poids lourd - à un bras. Il est seulement capable de soulever 57,2 kilogrammes contre 71,0 kilogrammes pour Launceston Elliot, il termine deuxième de l'épreuve.
Viggo Jensen dispute la compétition du tir sportif, terminant à la quatrième place. En athlétisme, il concourt au lancer du disque, terminant au-delà de la quatrième place (entre la cinquième et la neuvième (dernier classé), l'ordre n'est pas connu).
En gymnastique, il participe à l'épreuve de corde lisse, terminant à la quatrième place. 
Il concourt également à deux épreuves de tir sportif. À la carabine d'ordonnance à 200 m, Jensen termine sixième avec un score total de 1 640 points et 30 cibles atteintes sur 40 tirs. L'épreuve de carabine d'ordonnance à 300 m est plus fructueuse, avec une troisième place pour un score total de 1 305 points sur 31 cibles atteintes. 

## Palmarès

### Jeux olympiques
- Jeux olympiques de 1896 à Athènes (Grèce) :
  - Haltérophilie :
    -  Médaille d'or sur l'épreuve poids lourd - à deux bras.
    -  Médaille d'argent sur l'épreuve poids lourd - à un bras.

  - Tir :
    -  Médaille de bronze sur l'épreuve Carabine d'ordonnance à 300 m.